# Рязанские Сады
Рязанские Сады — посёлок в Старожиловском районе Рязанской области России, административный центр Гулынского сельского поселения.

## География
Посёлок расположен в 5 км на северо-восток от райцентра рабочего посёлка Старожилово, остановочный пункт «249 км» на ж/д линии Рязань — Ряжск.

## История
Образован в 1937 году как садоводческий совхоз им. 15 лет ОГПУ с составе Гулынского сельсовета Старожиловского района, с 2005 года — центр Гулынского сельского поселения.
Постановлением Рязанской областной Думы от 2 октября 1996 года N 85 посёлок совхоза «Рязанские сады» переименовать в посёлок Рязанские Сады.

## Население
| 2010 |
| ---- |
| 1033 |

## Инфраструктура
В посёлке имеются средняя общеобразовательная школа (здание построено в 1972 году), детский сад «Яблонька», фельдшерско-акушерский пункт, отделение связи.